# Interestatal 165 (Alabama)
La Interestatal 165 (abreviada I-165) es una autopista interestatal ubicada en el estado de Alabama. La autopista inicia en el Oeste desde la US 90 en Mobile hacia el Este en la I 65     en Prichard. La autopista tiene una longitud de 7,2 km (4.5 mi).

## Mantenimiento
Al igual que las carreteras estatales, las carreteras federales, la Interestatal 165 es administrada y mantenida por el Departamento de Transporte de Alabama por sus siglas en inglés ALDOT.